# أواني اللك اليابانية

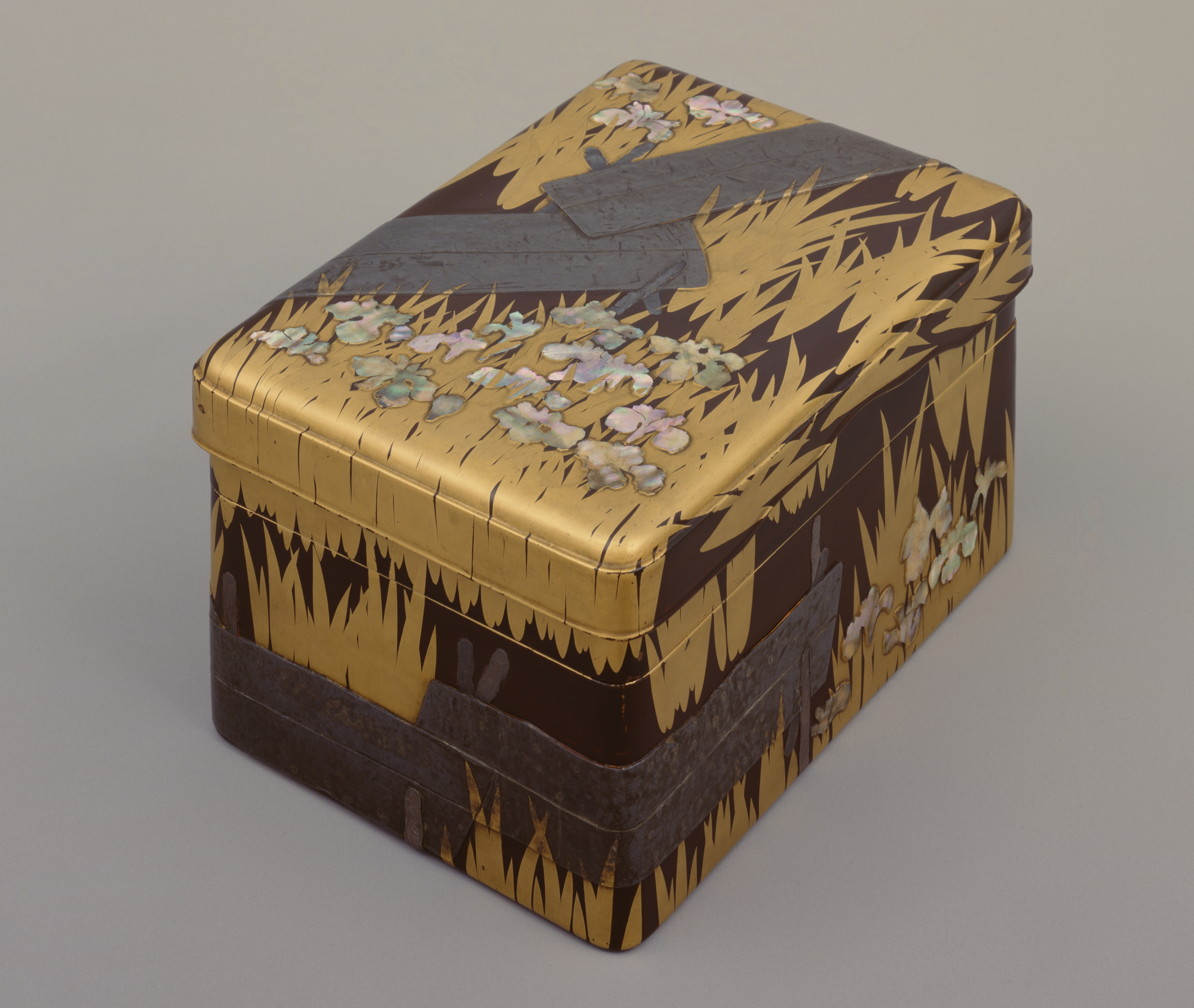
صندوق حجر ياتسوهاشي ماكي-إي من حجر حبر عرق اللؤلؤ ، بقلم كورين أوغاتا ، فترة إيدو ، القرن الثامن عشر ، الكنز الوطني ، متحف طوكيو الوطني

لطالما اشتهرت الأواني اليابانية المطلية بورنيش اللك بين الناس باعتبارها ثقافة يابانية تقليدية وصناعة محلية. لا تُستخدم أدوات الطلاء في الحياة اليومية فقط ، مثل الأواني وأدوات المائدة ، بل تُستخدم أيضًا في الأعمال الخاصة بالتصميم الجميل والفن. لا تُرضي هذه الأواني المطلية باللك العين فحسب ، بل تُحظى أيضًا بتقدير كبير على أنها أعمال فنية.
على سبيل المثال ، تعتبر الأطباق اليابانية التقليدية وعيدان تناول الطعام جزءًا من الأواني المطلية باللك. تصنع أدوات الطلاء من خلال تطبيق طلاء خاص يسمى ورنيش على مواد مثل الخشب والخيزران ، ثم إضافة نقوش ونقوش جميلة. هذا يخلق ملمسًا وبريقًا فريدًا يختلف عن أدوات المائدة العادية.
تقدم هذه المقالة مقدمة عن تاريخ أدوات الطلاء اليابانية ومكان إنتاجها. تصنع أدوات الطلاء في جميع أنحاء اليابان ، ولكل منطقة خصائصها وتقنياتها الخاصة. اعتمادًا على المنطقة ، يُعرف بأنه منتج خاص ، وتنعكس ثقافة المنطقة وتقاليدها في أدوات الطلاء.
تعتبر أدوات الطلاء من أجمل الحرف اليدوية في اليابان وهي جزء مهم من تجربة الثقافة اليابانية.
تعتبر أدوات الطلاء أيضًا جزءًا من الثقافة اليابانية وعلم الجمال. منذ العصور القديمة ، كان اليابانيون يميلون إلى إعطاء قيمة للأشياء الجميلة والتفاصيل الدقيقة. لذلك ، يمكن القول أن أدوات اللك هي رمز للجمال الياباني التقليدي.
يستغرق إنتاج الأواني المطلية وقتًا وعملًا يدويًا من قبل الحرفيين. إن عمل أنماط الرسم والطلاء حساس للغاية ويتطلب مهارة وخبرة الحرفيين. قد يستغرق الأمر عدة أسابيع إلى عدة أشهر أو أكثر لصنع قطعة واحدة من ورنيش اللك. لهذا السبب ، يتم تقييم الأواني المطلية بالورنيش كعمل خاص يتطلب وقتًا وجهدًا لإنشائه.
علاوة على ذلك ، فإن الأواني المطلية بالورنيش لها دور كبير في ثقافة الشاي اليابانية. في حفل الشاي ، يتم استخدام الأواني المطلية بالورنيش مثل الأوعية والأرفف ، وتعتبر أواني الشاي نفسها من الأعمال الفنية الجميلة. من خلال حفل الشاي ، يمكنك أن تشعر بجمال ورنيش اللك.

## تاريخ

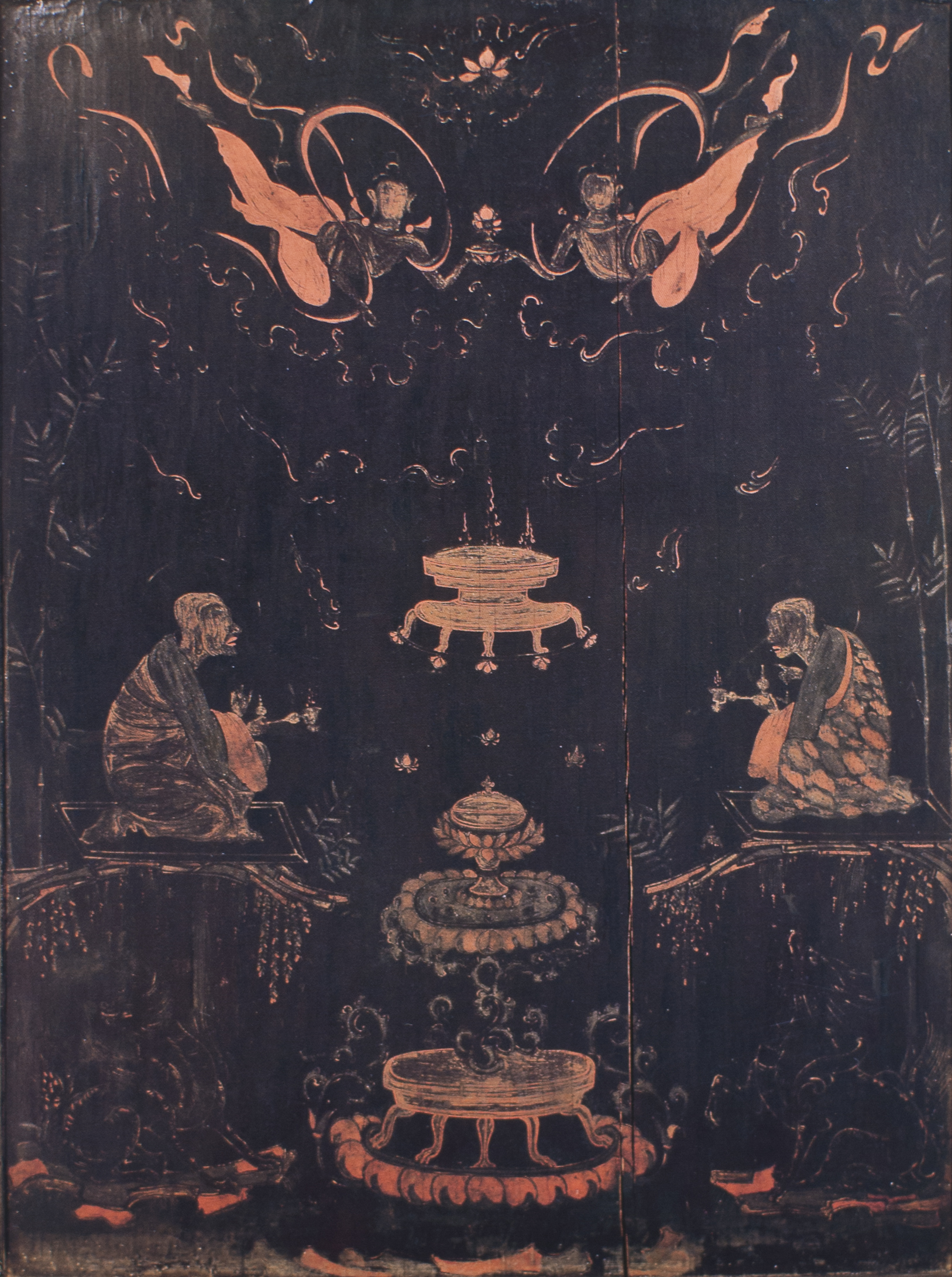
لوحة مطلية بورنيش اللك من Tamamushi Zushi ، معبد Horyuji ، فترة Asuka ، القرن السابع ، الكنز الوطني

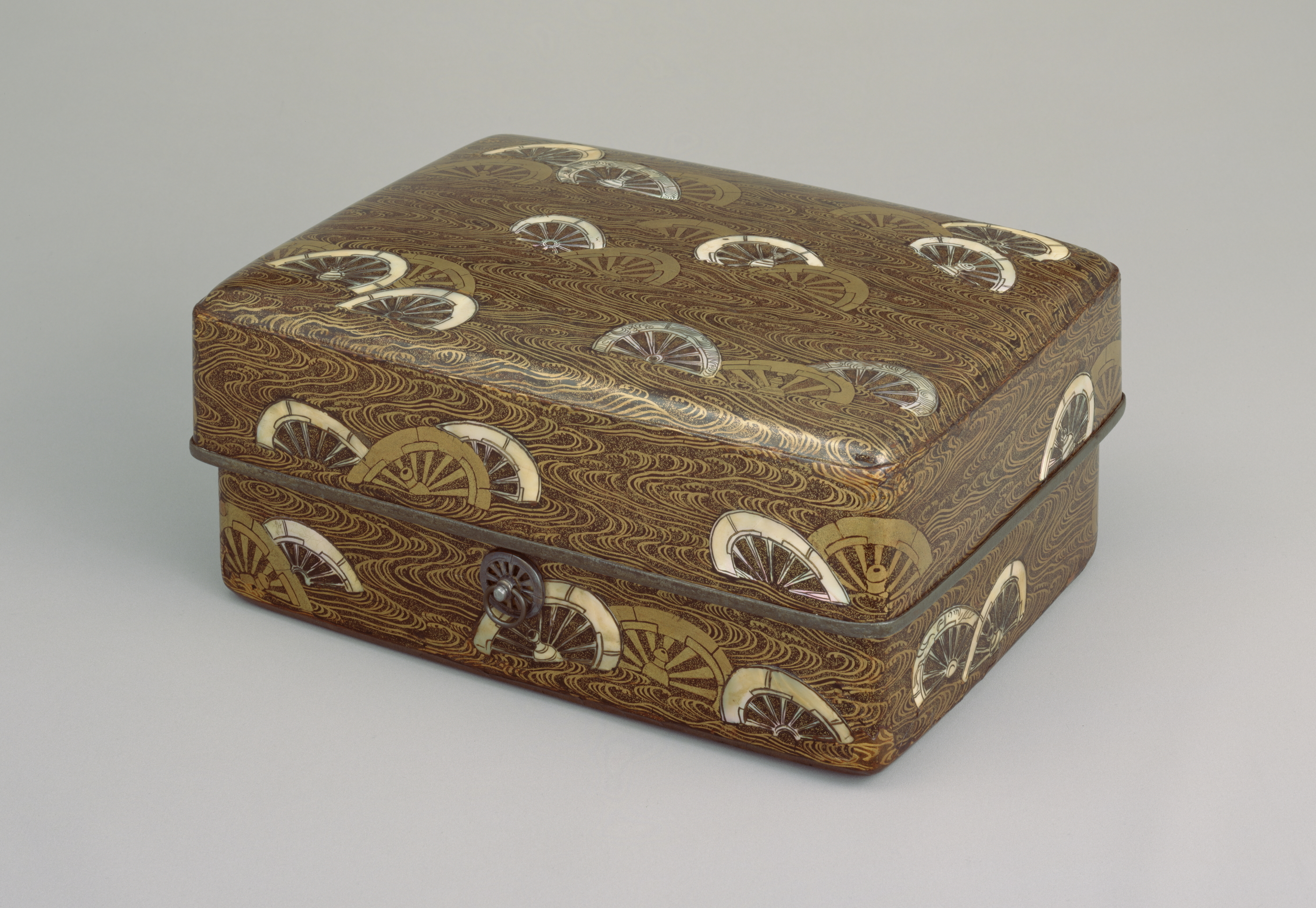
صندوق Katawaguruma maki-e من عرق اللؤلؤ ، فترة Heian ، القرن الثاني عشر ، الكنز الوطني ، مجموعة Tohaku

أزوتشي - فترة موموياما ، القرن السادس عشر ، ممتلكات ثقافية مهمة ، مجموعة متحف كيوشو

تم استخدام أدوات الطلاء لفترة طويلة ، وقد تم تصنيع الكثير من الأواني المطلية باللك من فترة جومون حتى يومنا هذا.
تم صنع الكثير من الأواني المطلية باللك من فترة جومون حتى يومنا هذا. هذا دليل على أن التقنيات والثقافة اليابانية التقليدية في استعمال اللك كانت مهمة للمحتمع الياباني و حريصون على تناقلها.
نشأت أدوات الطلاء في الصين ، وكان يُعتقد أن هذه التقنية إحضارها اليابانيون من الجارة. لكن ، وفقًا للتأريخ بالكربون المشع الذي تم إجراؤه في الولايات المتحدة ، تم العثور على ستة زخارف مطلية بالورنيش تم التنقيب عنها من منطقة ميناميكايابي في مدينة هاكوداته في جزيرة هوكايدو منذ 9000 عام (فترة جومون المبكرة) من أقدم الأواني المطلية بالورنيش الصينية (منذ حوالي 7400 عام).
يشير هذا إلى أن تاريخ ادوات الطلاء في اليابان أقدم من المتوقع. استخدم الناس في فترة جومون الورنيش لصنع الحلي والتعبير عن التصاميم والأنماط الجميلة. كانت هذه الورنيش وجودًا خاصًا وثمينًا لشعب ذلك الوقت.
فالتأريخ بالكربون المشع هو طريقة علمية لتحديد عمر المواد السابقة. أظهر هذا القياس أن الزخارف المطلية بالورنيش الموجودة في هوكايدو قديمة جدًا. يوضح هذا عمق تاريخ ورنيش اللك في اليابان والتقنيات المتقدمة والحس الجمالي للبشر الساكنين في تلك المناطق قبل فترة جومون.
تنقل لنا أدوات الطلاء الحكمة والشعور الجمالي لشعب عصر جومون. أيضًا ، باستخدام أدوات اللك ، يمكنك الاتصال بالثقافة اليابانية التقليدية. ستستمر حماية أدوات الطلاء بعناية وتوزيعها على الأجيال القادمة..بالإضافة إلى ذلك ، كان هناك اكتشاف مثير للاهتمام حول فروع الطلاء الموجودة في تل توريهاما شل في محافظة فوكوي. تم تحليل فرع الورنيش هذا باستخدام طريقة تسمى التأريخ بالكربون المشع (C14). نتيجة لذلك ، تم التأكيد على أن هذا الفرع من الطلاء هو أقدم فرع مكتشف في العالم ، حيث كان موجودًا منذ حوالي 12600 عام (بداية فترة جومون).
بعبارة أخرى ، أثبت هذا الاكتشاف أن أشجار اللك كانت موجودة منذ العصور القديمة. و كان الناس في فترة جومون وجدوا و فهموا أشجارًا اللك وكانوا يصنعون أشياء مختلفة باستخدام ورنيشها. كان الطلاء مادة قيمة للغاية ، ويمكن استخدام طلاءه الخاص لإنشاء الزخارف والأنماط.
هذه الاكتشافات مهمة لفهمنا لحياة وثقافة شعب جومون. يُظهر اكتشاف فروع اللك طول المدة التي استخدم فيها الناس في فترة جومون الورنيش. يمكنك أيضًا أن ترى كيف كان الطلاء الثمين بالنسبة لهم. بالإضافة إلى ذلك ، من آثار جزيرة كاكينو، وجد أيضًا أشياء تُظهر التغييرات في المستوطنات وأنماط الحياة في فترة جومون. فمن هذه الأطلال ، عثر على زخارف مصنوعة من خيوط مشربة بالورنيش الأحمر ، وأواني خزفية مطلية بالورنيش الأحمر فوق ورنيش أسود.
على سبيل المثال ، الحلي المصنوعة من الخيوط المشبعة بالورنيش الأحمر كان يرتديها الناس في فترة جومون ، وقد جذب لونه الأحمر الجميل انتباه الناس. استخدم الناس في فترة جومون هذا الطلاء الأحمر لصبغ الخيوط وصنع الحلي. على سبيل المثال ، القلائد والأساور.
بالإضافة إلى ذلك ، تم العثور أيضًا على أواني خزفية مطلية بالورنيش مطلية بالورنيش الأحمر فوق ورنيش أسود. من خلال طلاء ورنيش أحمر فوق ورنيش أسود.
اكتشفت هذه الأنقاض كجزء من دراسات علماء الآثار في اليابان. من هذه الآثار والعناصر ، يُعتقد أن نبتة تسمى أوروشي كانت تنمو في اليابان في أوائل فترة جومون.
الأوروشي نبات خاص و هو نوع من انواع السماق ، يُطلق عليه أيضًا ورنيش اللك و يسمى في العربية سماق ورنيشي سيال ، ويستخدم نسغه (سائل في الشجرة) في صنع الطلاء. يُعتقد أن الناس في فترة جومون كانوا يزرعون هذا الأوروشي.
طريقة صنع اللك من عصارة السماق خاصة قليلاً وتستغرق وقتًا طويلاً. أولاً ، يتم كشط لحاء شجرة السماق وجمع النسغ. ثم يتم خلط النسغ بمكونات خاصة ويترك ليتخمر بمرور الوقت. أخيرًا ، يتم إنشاء طلاء خاص يسمى ورنيش.
خلال فترة كاماكورا، عندما كان الساموراي يتصاعدون ويكتسبون مكانة اكبر، أصبحت الأدوات المصنوعة من الورنيش منتشرة الإستعمال كزينة للسروج. بالإضافة إلى ذلك، خلال هذه الفترة، تم استيراد نوع من أدوات الورنيش المنحوتة من سلالة سونغ، لكن الحرفيون اليابانيون ابتكروا تقنية كاماكورابوري، التي تستخدم طريقة تصنيع مختلفة تمامًا لإنتاج أواني ورنيش بسهولة. خلال هذه الفترة أيضًا، تم الانتهاء من تقنية ماكي-إي المسطحة وتطوير تقنية تاكا ماكي-إي.
بعد الحقبة المعروفة باسم هييان، طورت العديد من تقنيات الماكي الفريدة في اليابان، وتحسّنت هذه التقنيات بسرعة مع استخدام مواد مثل عرق اللؤلؤ. خلال هذه الفترة، تم تطوير تقنية توجيداشي ماكي-إي واستكمالها. وفي الجزء الثاني من فترة هييان، تم تطوير تقنية هيرا ماكي-إي أيضًا.
خلال فترة البلاطات الشمالية والجنوبية، انتشرت مراسم شرب الشاي وبدأ إنتاج أدوات الشاي المصنوعة من الخشب المغطى بالورنيش. على وجه الخصوص، كانت الوعاء الهش المعروف باسم "كينرينجي"، والذي يقال إنه اخترعه الإمبراطور جودايغو، مرغوبا بشدة. خلال فترة سينغوكو، أُقيمت مراسم شرب الشاي، واستخدمت أدوات الشاي من الورنيش مثل "أناب" و "صندوق الدواء". خلال هذه الفترة، تم تطوير تقنيات ماكي-إي الأكثر تطورًا، وظهر نوع يُعرف بـ "روست-أب تاكا-ماكي-إي".
خلال فترة أزوتشي-موموياما، تطورت صناعة الورنيش بشكل سريع. تم إنتاج العديد من العناصر بأسلوب أوروبي للتصدير، مثل الخزائن ذات الأدراج وأكواب القهوة، باستخدام تقنيات اللؤلؤ وماكي-إي المعروفة باسم "نانبان لاكورير". بالإضافة إلى ذلك، قام الحرفيون اليابانيون بإنشاء صناديق كبيرة على الطراز الغربي وأثاث للاستجابة لطلبات المبشرين الأوروبيين لتصديرها. أصبحت هذه العناصر شديدة الشهرة في أوروبا كممتلكات فاخرة ورموز للثروة والمكانة الاجتماعية. نظرًا لإنتاج الورنيش بكميات كبيرة، تم استخدام تقنية ماكي-إي المسطحة بشكل رئيسي في تقنية كودايجي ماكي-إي، وهي تقنية رسم مميزة لتلك الفترة.
خلال فترة إيدو، ازدهرت صناعة الورنيش وأصبحت مهمة للعديد من العشائر. تشمل تقنيات الورنيش الشهيرة بشكل خاص أيزو-نوري، واجيما-نوري، وتسوغارو-نوري. قام فنانو حركة ريمبا، مثل كويتسو هونامي وكورين أوغاتا، بتطبيق تصميمات الشاشات القابلة للطي والأعمال الفنية الكلاسيكية على صناديق ورفوف مطلية بالورنيش، مما أدى إلى إنشاء قطع من الورنيش مزينة بشكل جميل. خلال هذا الوقت، أصبحت الإكسسوارات المعروفة باسم "إينرو" شعبية بين الرجال، وتم صنع عدد كبير من إنرو المصممة بدقة باستخدام الورنيش. مع تحقيق السلام في العالم، أصبح زخرفة السيوف والدروع بالورنيش رائعة. ماري أنطوانيت وماريا تريزا، اللتان عاشتا في هذه الحقبة، كانتا تمتلكان مجموعات من الورنيش الياباني. على الرغم من اعتماد سياسات العزلة، تم إنتاج بعض السلع التجارية من خلال التجارة مع التجار الهولنديين. خلال هذه الفترة، اكتسبت تقنية نيكواي توجيداشي ماكي-إي شهرة.
خلال فترة ميجي في اليابان ، تم تصنيع منتجات ورنيش متطورة للتصدير لزيادة هيبة الدولة كجزء من Shokusan Kogyo خطة تطوير الصناعات و تجديدها. و Shibayama zaiku أمثلة على هذه المنتجات. عززت حكومة ميجي الصادرات من خلال عرض الأواني المطلية في المعارض العالمية التي أقيمت في أوروبا وأمريكا. تشتهر شيباتا كوريزاني ، وكوانوبي كازوما ، وهاكوسان ماتسويا ، وإيكيدا ياسوماسا ، وما إلى ذلك كفنانين ورنيش في هذه الفترة ، وتحظى شيباتا كوريزان بشعبية خاصة في الخارج. تم تصدير العديد من الحرف اليدوية الممتازة في هذه الفترة ، بما في ذلك الأواني المطلية باللك ، وتحتوي المتاحف والمعارض الفنية الأجنبية على عدد كبير من الأواني المطلية باللك.
بعد الحرب العالمية الثانية، تأثرت صناعة اللك المتطورة في اليابان وتلاشت بسبب التغريب وانتهاء سياسة التسويق الصناعي. لكن هناك جهود لإحياء هذه الحرفة. تُعتبر Gonroku Matsuda و Kazumi Murose كنوزًا وطنية حية لعمال الطلاء. بالإضافة إلى ذلك، تمكنت ورشة الطلاء "Unryuan" من إعادة إنتاج الأواني المطلية باللك من فترة إيدو إلى فترة ميجي، وتم بيعها لمجموعات المستثمرين الأثرياء حول العالم. تم جمع أدوات الطلاء ذات الجودة العالية بشكل نشط منذ فترة إيدو إلى فترة ميجي. وتنتشر الحرف اليدوية منذ عصر ميجي حول العالم من خلال المعارض ووسائل الإعلام.
1937 (شوا 13) في 20 أغسطس ، قامت وزارة المالية بمراجعة اللوائح الخاصة باستخدام الذهب من أجل تعزيز النظام الاقتصادي في زمن الحرب . من حيث المبدأ ، يُحظر استخدام أوراق الذهب وخيوط الذهب ومسحوق الذهب المستخدم في الأواني المطلية باللك ، ويتطلب الاستخدام إذنًا من وزير المالية .

## معرض صور

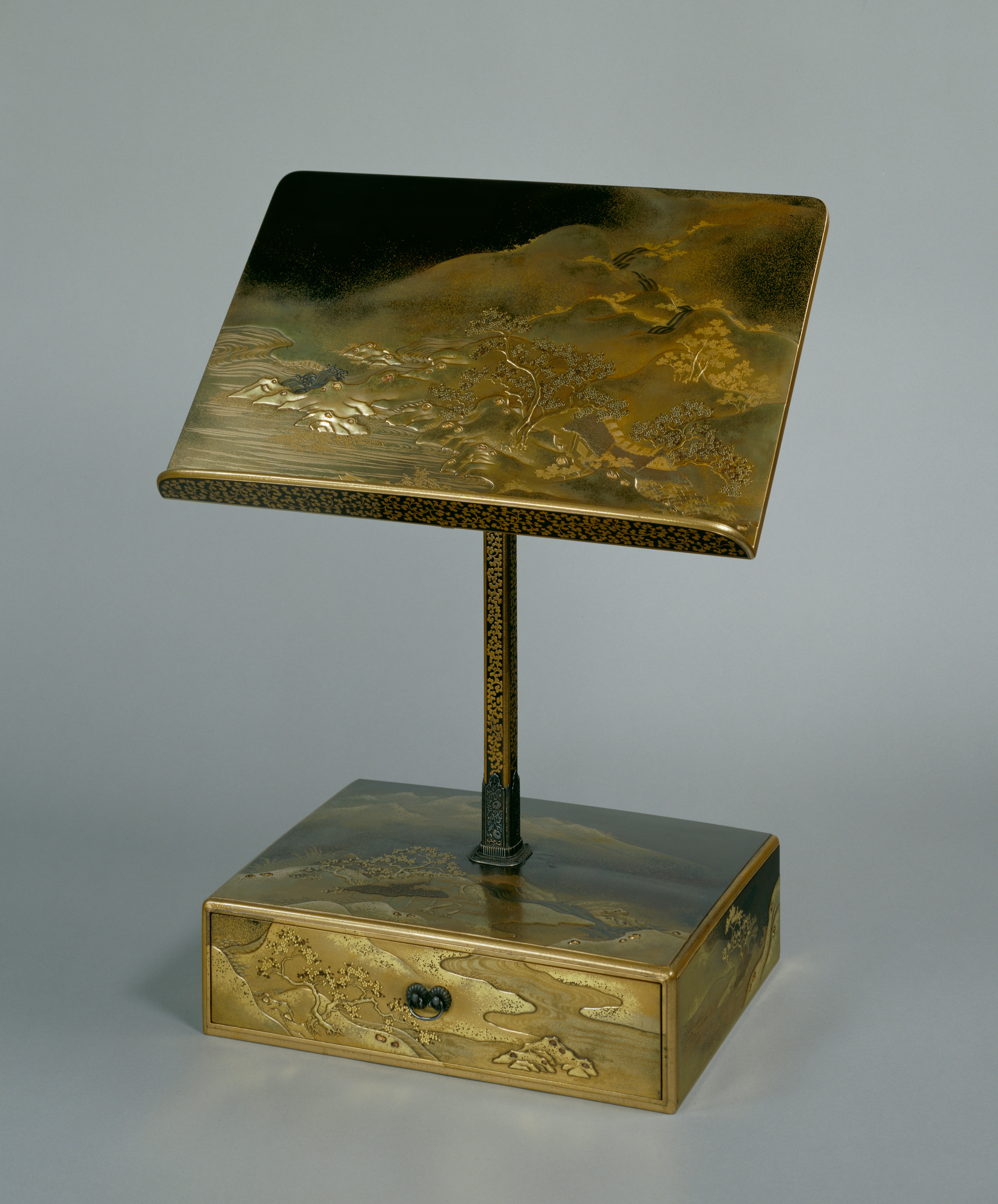
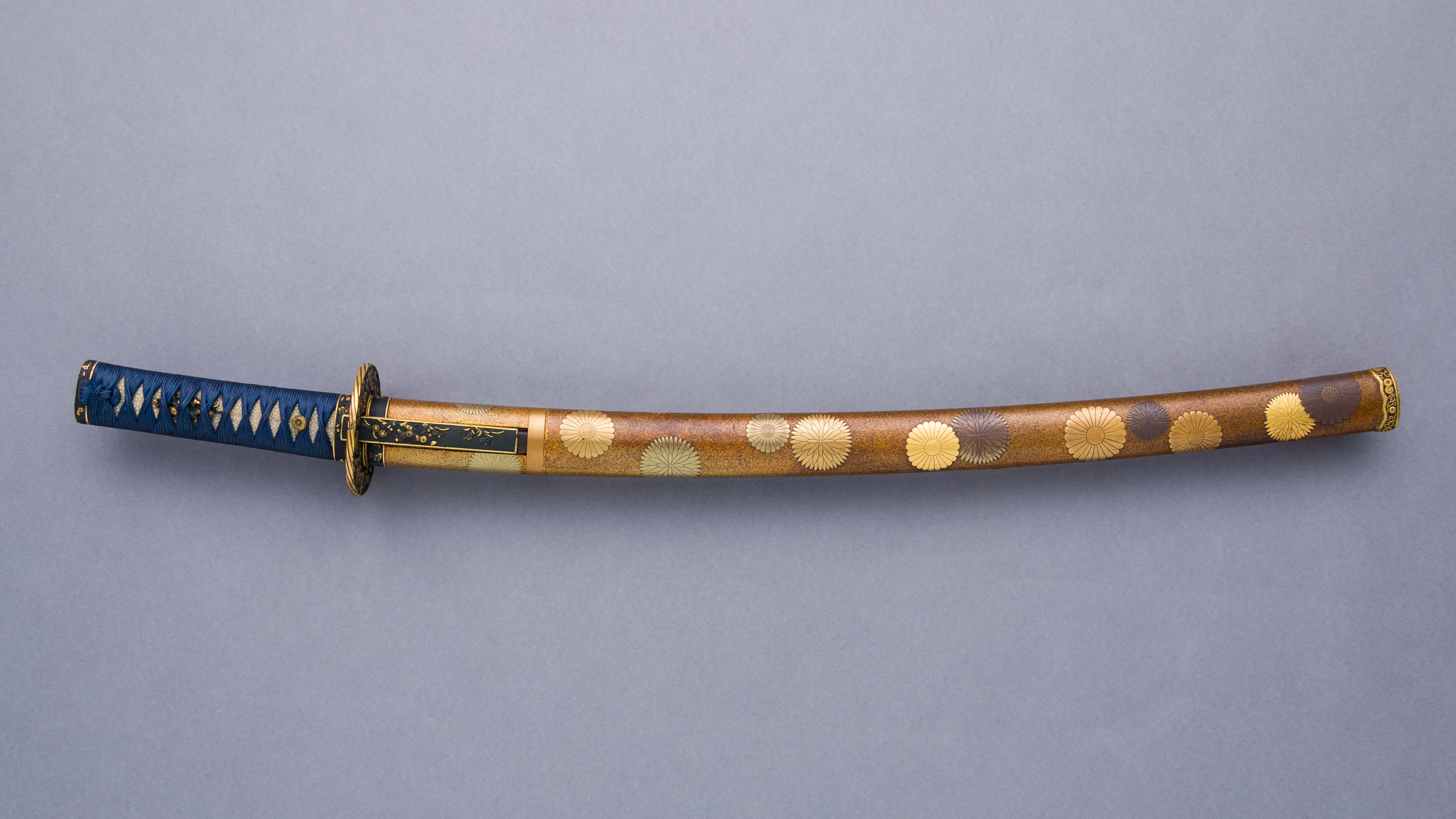
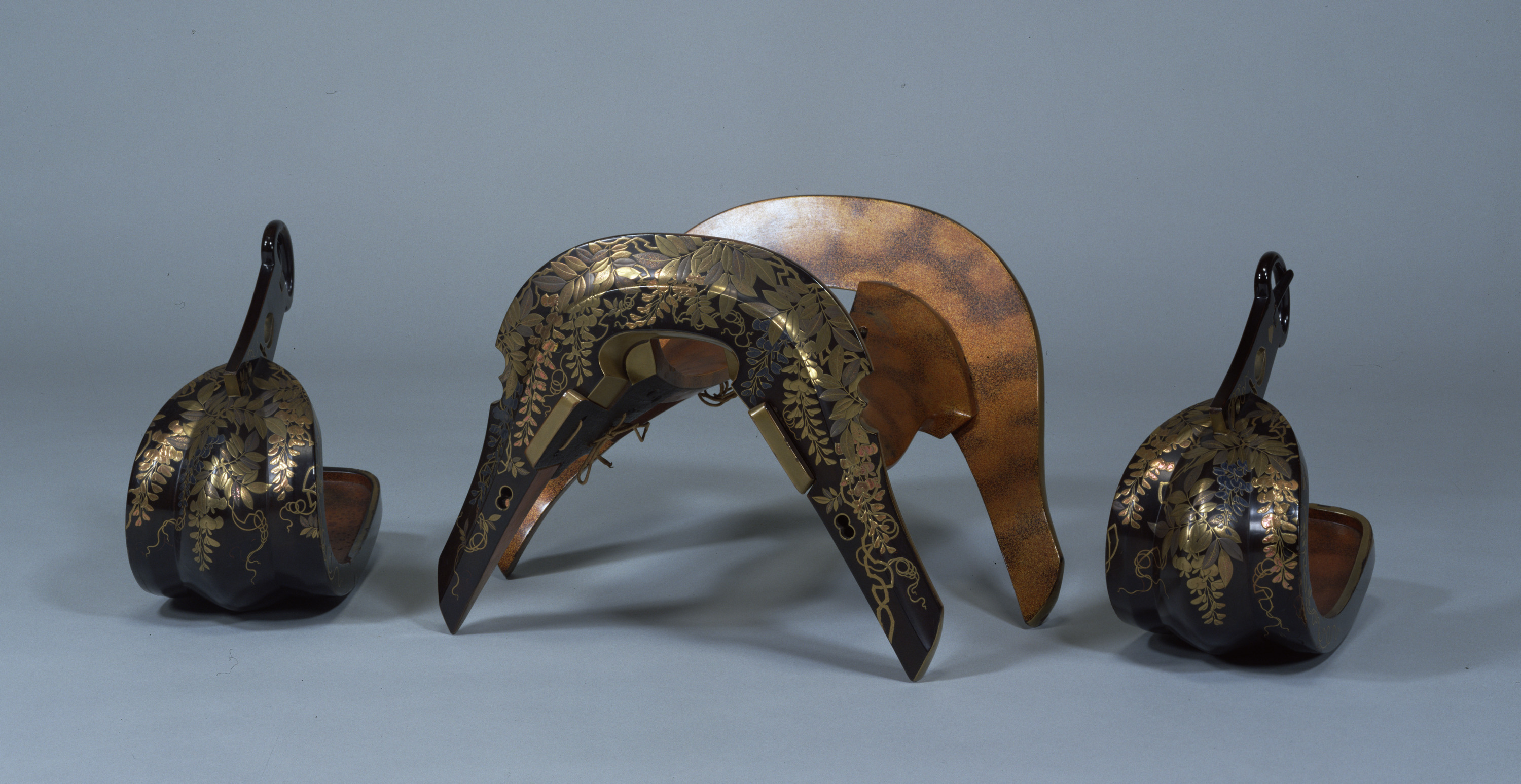
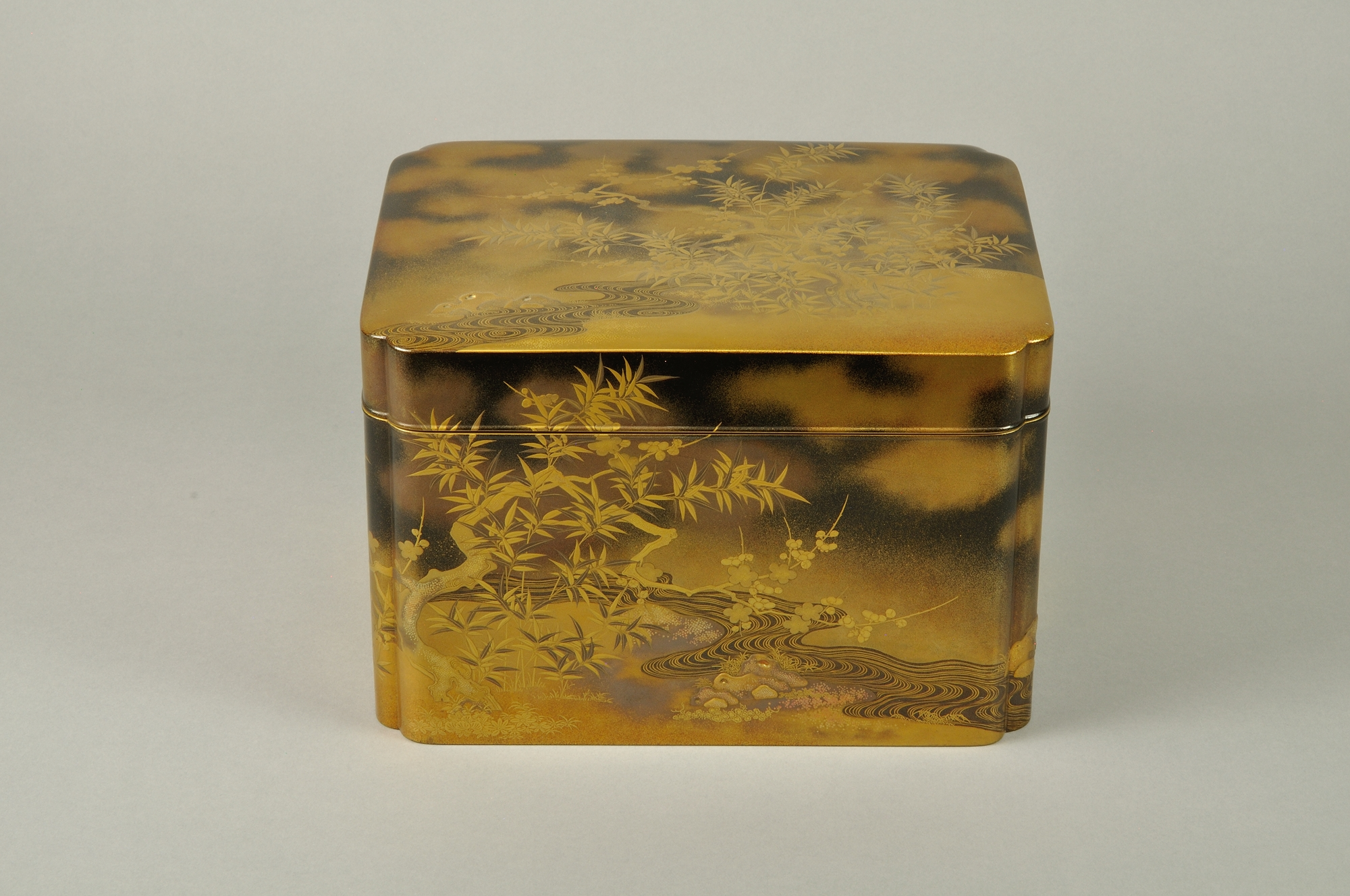
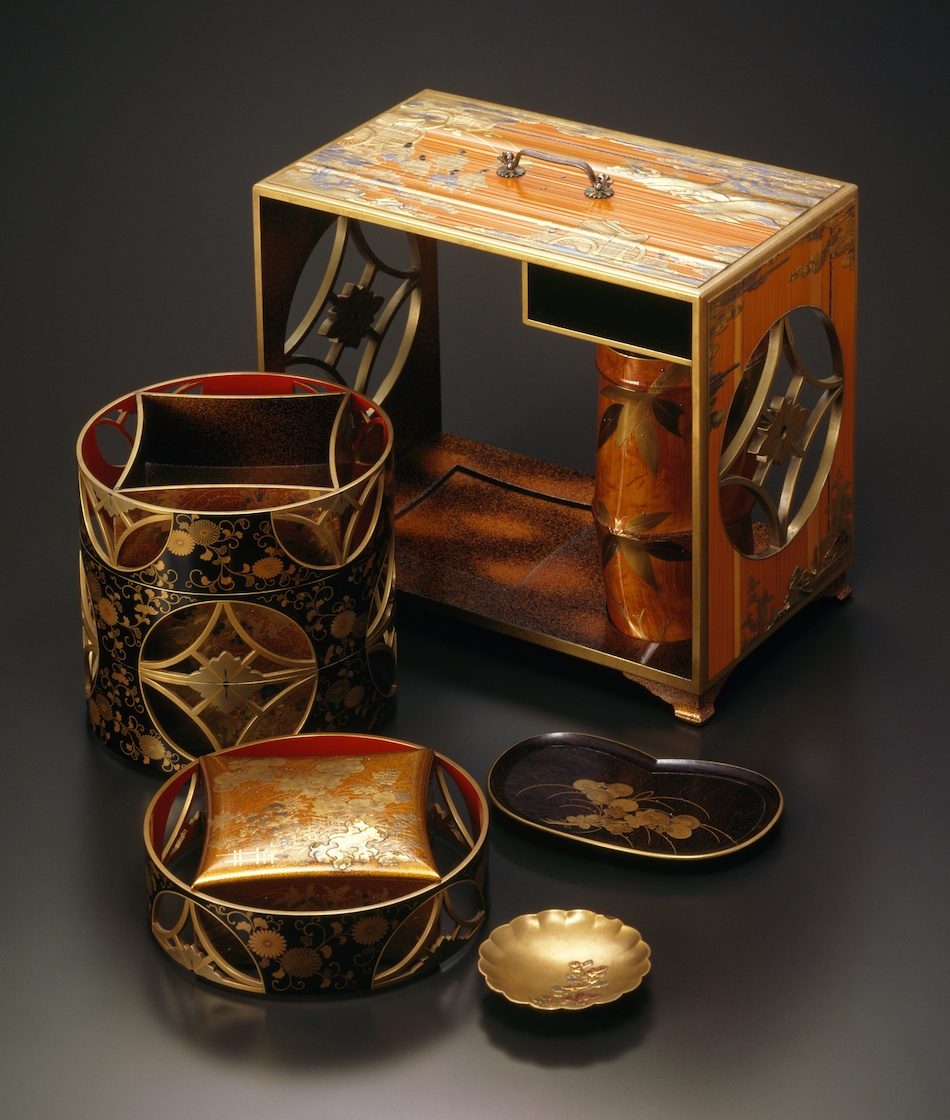
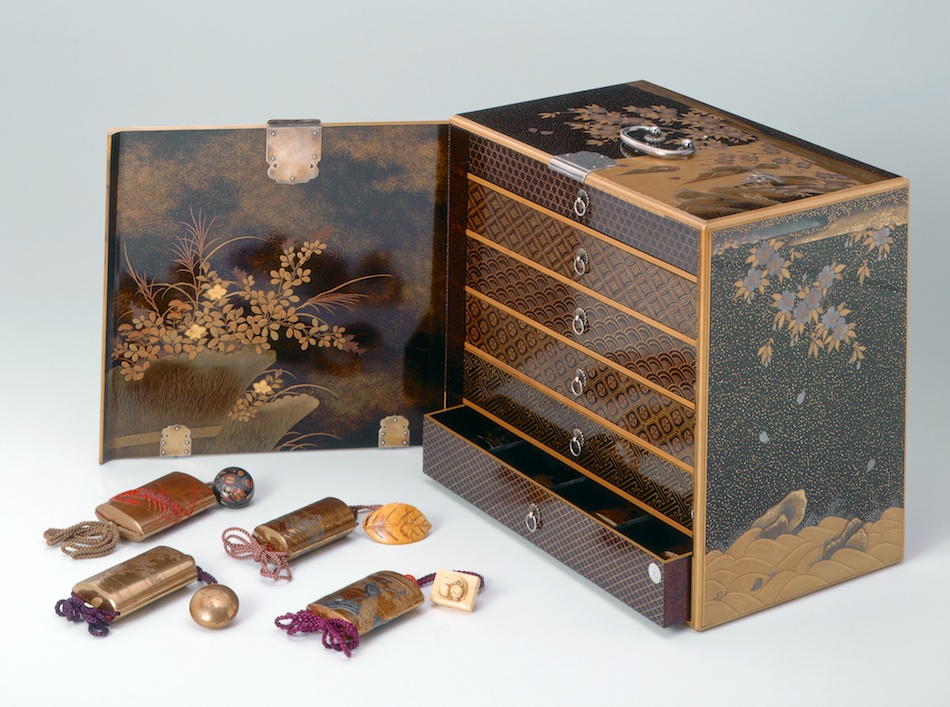

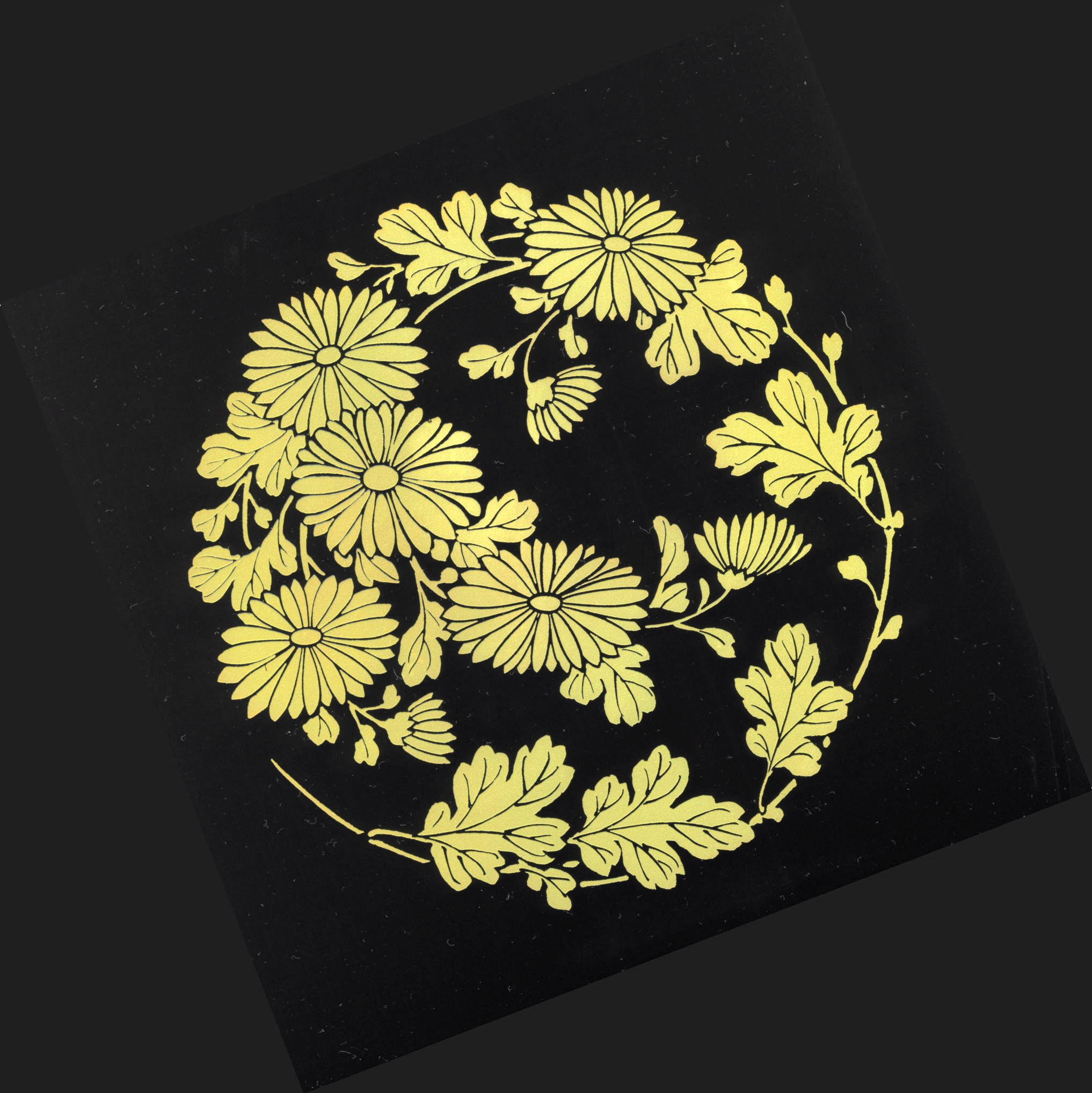
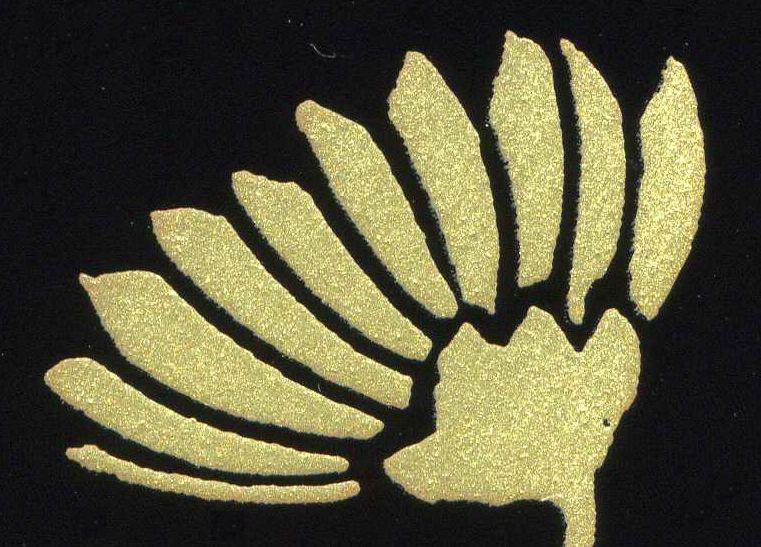
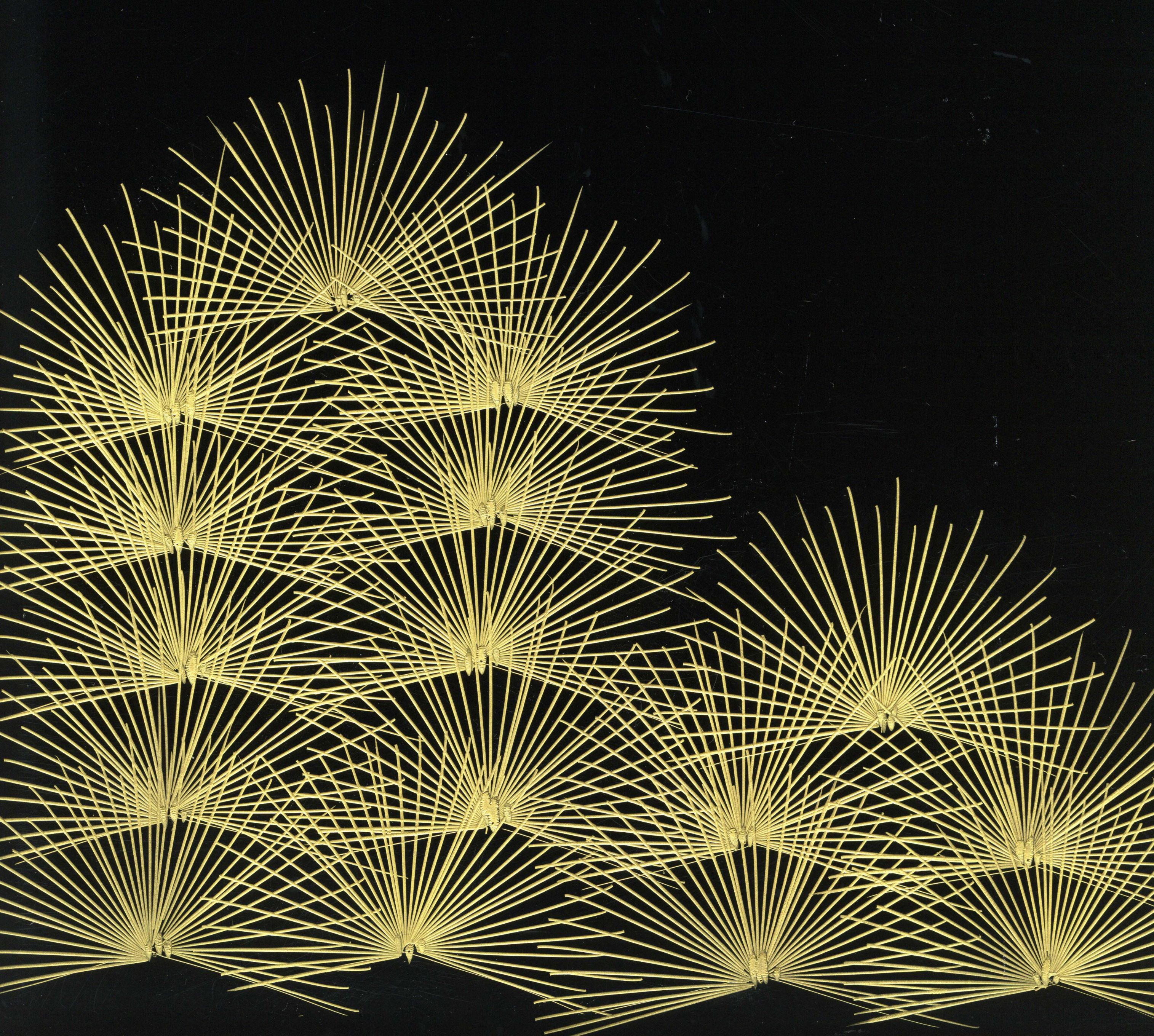
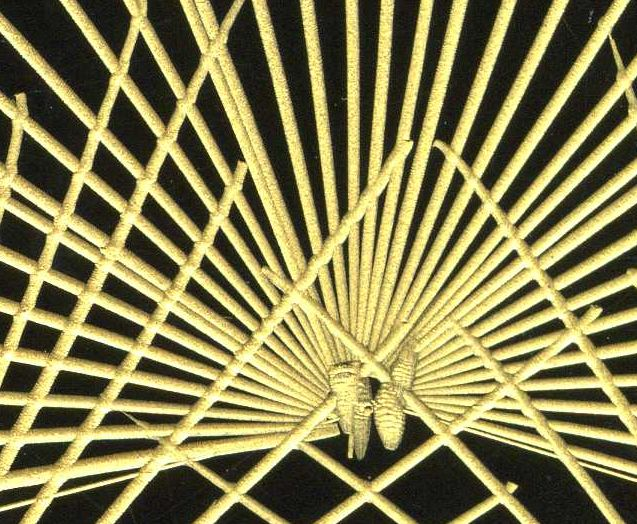
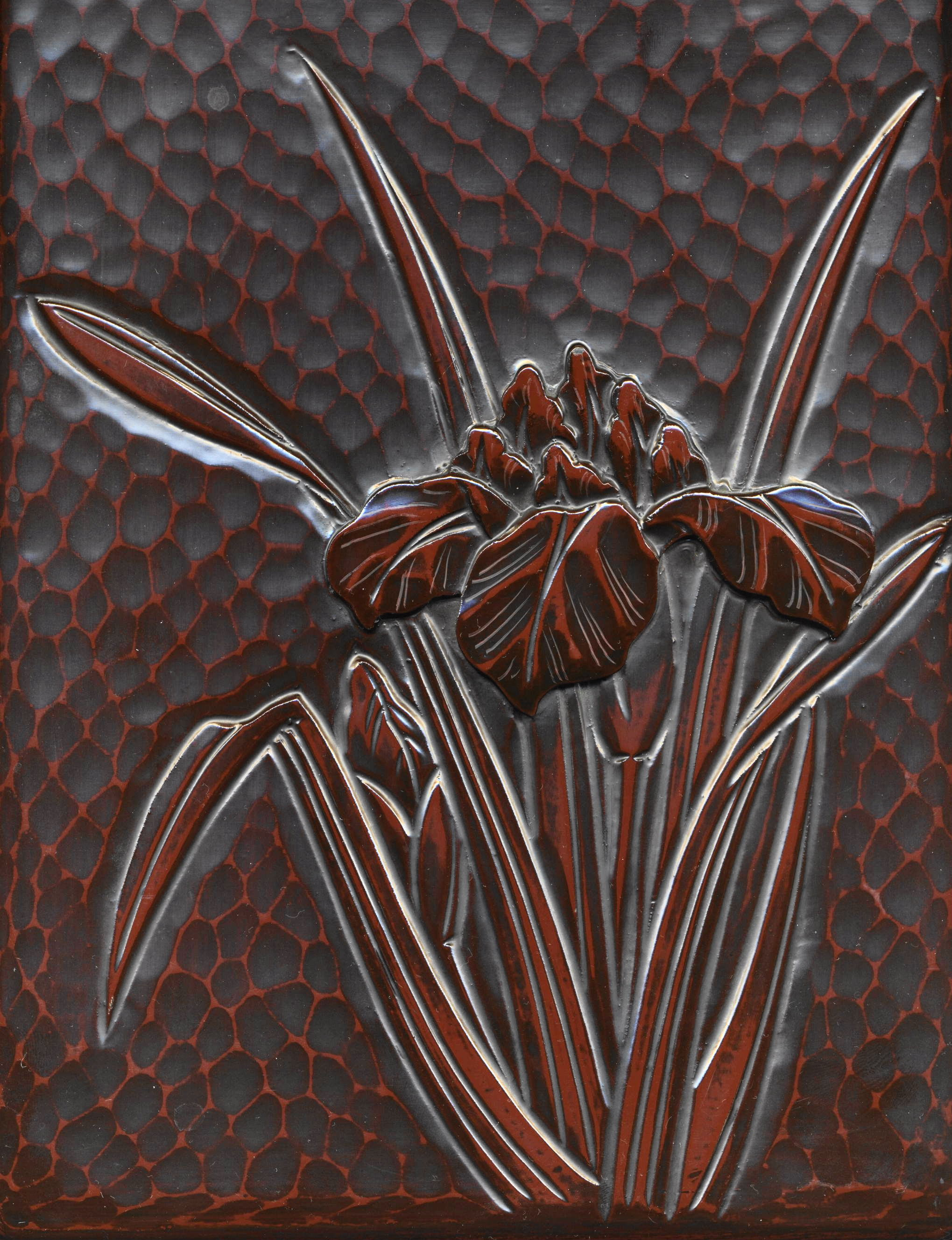
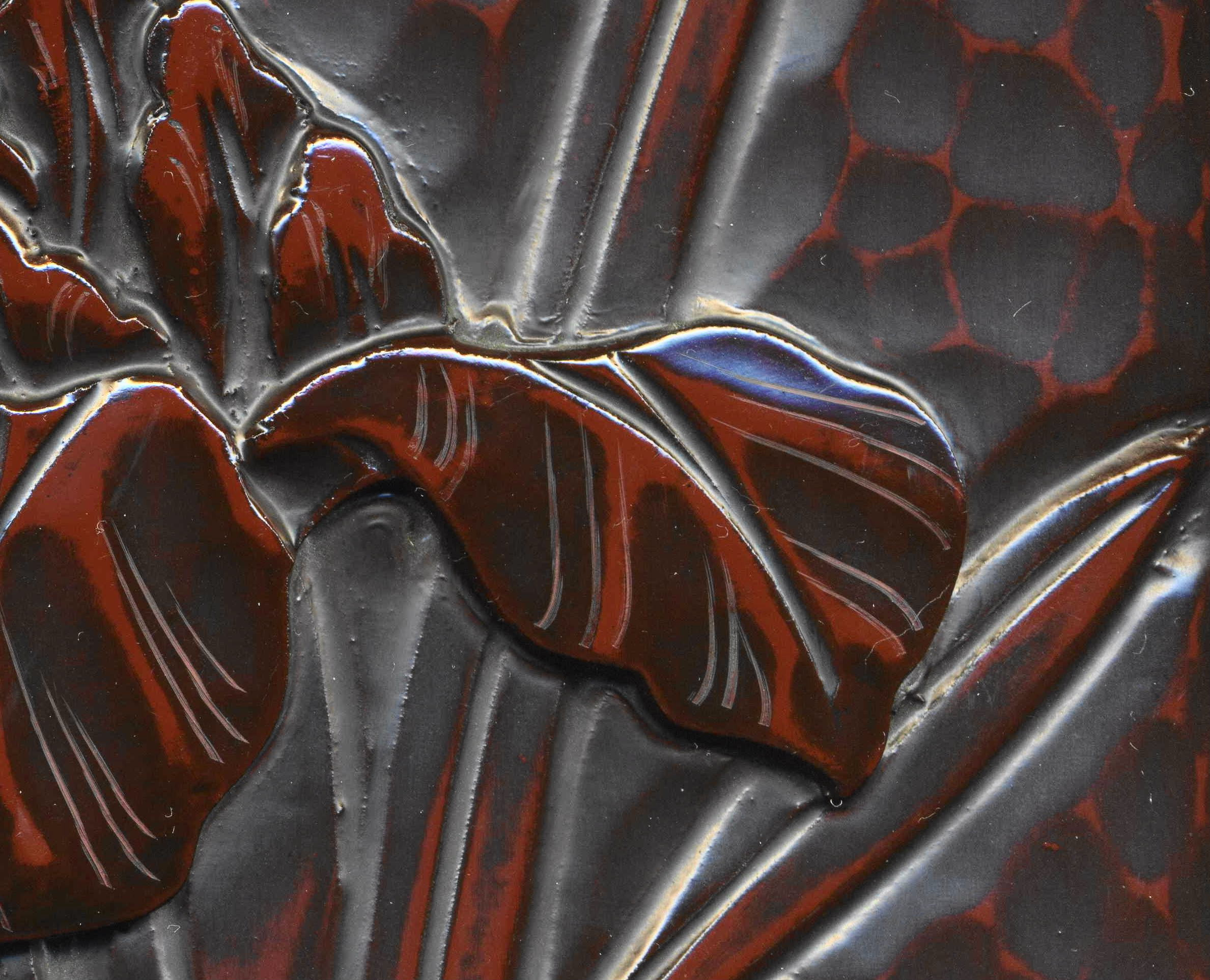